# Abessinienkrisen

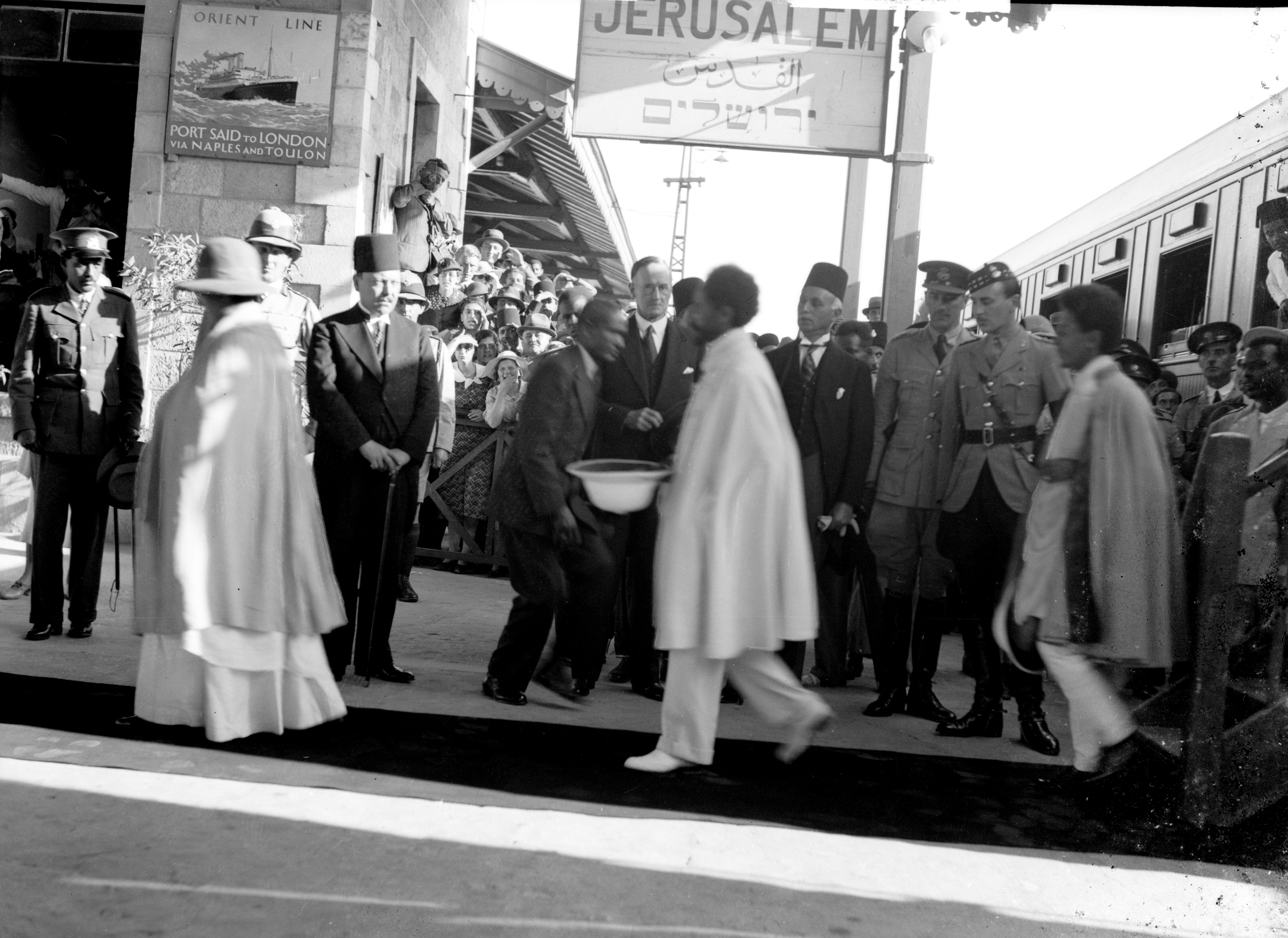
Kejsare Haile Selassie i Jerusalem, på väg mot exil i England efter att ha drivits ut ur Abessinien.

Abessinienkrisen var en diplomatisk kris under mellankrigstiden som slutade med att Mussolinis Italien invaderade Abessinien (nuvarande Etiopien) i det andra italiensk-abessinska kriget, fördrev kejsaren Haile Selassie och försökte förvandla landet till en koloni (formellt ett kejsardöme under den italienske konungen Viktor Emanuel III).
Krisen började när italienarna, i strid mot de båda ländernas vänskapspakt, byggde en militäranläggning vid oasen Walwal i Ogaden. Anläggningen byggdes i hemlighet under 1930-talets första år, och upptäcktes den 23 november 1934 av en gränskommission som skulle kontrollera gränserna mellan Abessinien och de italienska kolonierna, Italienska Somaliland. Den 5 december utbröt skottlossning mellan italienska och abessinska trupper vid fortet. Båda sidor skyllde incidenten på varandra. Omkring 200 soldater föll i striderna.
Under krisen som följde vädjade Abessinien till Nationernas förbund, NF (FN:s föregångare). Den franske utrikesministern Pierre Laval och den brittiske Samuel Hoare skissade i hemlighet på en kompromiss som skulle ge större delen av landet till Italien. Anledningen var dels att man ville undvika krig med Italien, och dels att man vill bibehålla landet som allierad i den väntade konflikten med Tyskland.
När planen avslöjades reagerade den brittiska opinionen våldsamt och Hoare tvingades avgå. Premiärminister Stanley Baldwin hänvisade till Englands militära svaghet som skäl till att kompromissa. Resultatet blev istället en sanktionspolitik, som dock inte räddade Abessinien utan istället drev över Italien till den tyska sidan i andra världskriget, Axelpakten.
Abessinienkrisen får ses som ett av de mest ödesdigra stegen mot andra världskriget.